# Długołęka (Długołęka-Świerkla)
Długołęka (niem. Langendorf) – dawna wieś, obecnie niestandaryzowana część wsi Długołęka-Świerkla, w Polsce, położona w województwie małopolskim, w powiecie nowosądeckim, w gminie Podegrodzie. Stanowi północno-zachodnią część wsi.

## Położenie
Pierwotna nazwa Długołęki to Długa Łąka, najstarszy jej zapis pochodzi z dokumentu z 1335. Pojawia się w nim także łacińskie tłumaczenie: de Longo prato. Kolejna wzmianka Dluga Lanka pochodzi z 1357. W rejestrze poborowym z 1581 znaleźć można także nazwę Długa Łąka. Nazwa pochodzi od obszaru na którym znajdowały się rozległe łąki. Pierwsze wzmianki o istnieniu wsi oraz parafii długołęckiej pochodzą z lat 1325–1327. W 1356 ksieni zakonu klarysek w Starym Sączu, Konstancja, nadała sołectwo Janowi i Wiecisławowi. Długołękę zamieszkiwali rycerze. Następnie Długołęka należała do parafii w Podegrodziu, a następnie do parafii w Przyszowej.
Zarówno wieś duchowna Długa Łąka jak i Świrkla stanowiły własność klasztoru klarysek w Starym Sączu i były położone w drugiej połowie XVI wieku w powiecie sądeckim województwa krakowskiego. Na przełomie XVI i XVII wieku Długołęka została opuszczona, a w jej rejonie poszukiwano złota. W 1527 istniała we wsi parafia, w okresie późniejszym zlikwidowana. W czasie akcji kolonizacyjnej przeprowadzonej przez cesarza Józefa II w Długołęce i Świerkli (wtedy były osobnymi wsiami) mieszkali osadnicy niemieccy. W 1934 roku powstała gromada Długołęka-Świerkla w nowo utworzonej zbiorowej gminie Podegrodzie.
Kilkakrotnie Świerkla była odłączana i przyłączana do Długołęki. W latach 1975–1998 miejscowość administracyjnie należała do województwa nowosądeckiego.